# 横町 (津島市)
横町（よこまち）は、愛知県津島市の地名。丁番を持たない単独町名である。

## 地理
津島市西部に位置する。東は本町、西は片町、南は筏場町、北は橋詰町に接する。

## 歴史

### 沿革
- 1953年（昭和28年） - 津島市大字津島の一部により、同市横町として成立[1]。

## 世帯数と人口
2018年（平成30年）1月1日現在の人口は以下の通りである。
| 町丁 | 人口 |
| ---- | ---- |
| 横町 | 19人 |

### 人口の変遷
国勢調査による人口の推移
| 1995年（平成7年）  | 46人 | [ 7 ]  |  |
| 2000年（平成12年） | 23人 | [ 8 ]  |  |
| 2005年（平成17年） | 22人 | [ 9 ]  |  |
| 2010年（平成22年） | 23人 | [ 10 ] |  |
| 2015年（平成27年） | 16人 | [ 11 ] |  |

## 学区
市立小・中学校に通う場合、学区は以下の通りとなる。また、公立高等学校に通う場合の学区は以下の通りとなる。
| 番・番地等 | 小学校           | 中学校             | 高等学校 |
| ---------- | ---------------- | ------------------ | -------- |
| 全域       | 津島市立西小学校 | 津島市立天王中学校 | 尾張学区 |

## 史蹟
- 津島市指定文化財 - 天王おかげ絵本津島の渡り[6]

## その他

### 日本郵便
- 郵便番号 : 496-0841[4]（集配局：津島郵便局[14]）。